# Rocca al Mare
Rocca al Mare is een subdistrict of wijk (Estisch: asum) binnen het stadsdistrict Haabersti in Tallinn, de hoofdstad van Estland. De wijk heeft geen permanente bewoners. De oppervlakte is 0,84 km²; daarvan wordt het overgrote deel in beslag genomen door het Ests openluchtmuseum. Daarnaast ligt in de wijk een particuliere middelbare school, de Rocca al Mare kool (kool is Estisch voor school).
Rocca al Mare ligt aan de Baai van Kopli, een onderdeel van de Baai van Tallinn, op ca. 7 km van het centrum van Tallinn. In de aangrenzende wijk Haabersti ligt een winkelcentrum dat ook Rocca al Mare heet (in het Estisch: Rocca al Mare kaubanduskeskus). Het is het grootste winkelcentrum van Tallinn, met een oppervlakte van 54.000 m² en ca. 170 winkels.

## Geschiedenis

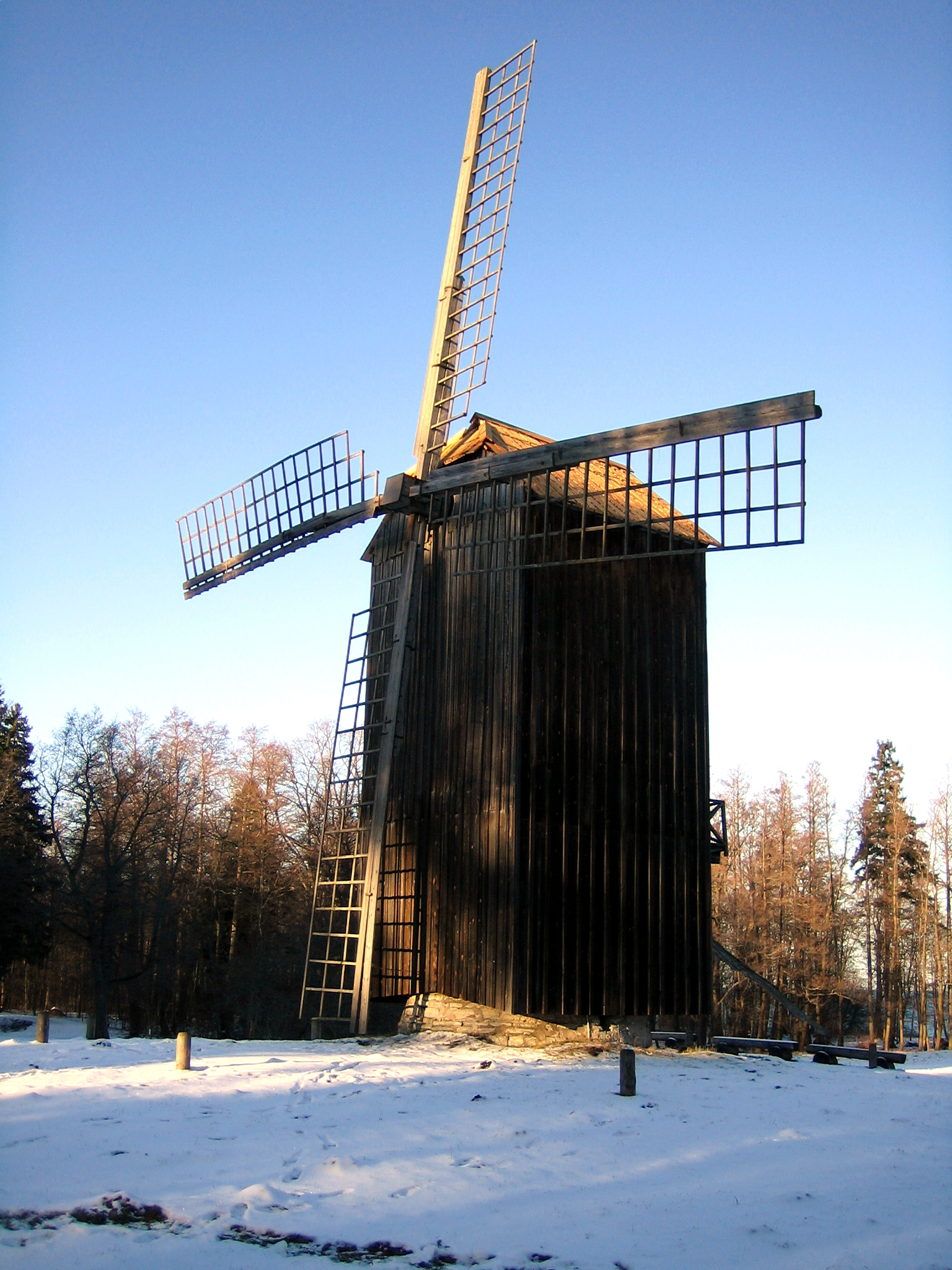
Windmolen uit Nätsi (gemeente Lääneranna)

Rocca al Mare is Italiaans voor ‘rots bij de zee’. Baron Arthur Girard de Soucanton (1813–1884), een Duitstalige burgemeester van Tallinn, kocht het gebied, dat toen bij het dorp Õismäe hoorde, in 1863. Hij liet er een zomerhuis bouwen en daaromheen een park aanleggen. De baron was enthousiast over Italië en gaf zijn landgoed daarom een Italiaanse naam, naar een rotspartij op het strand van het gebied. Door het park liep een weg die hij Via Appia noemde, naar de oude Romeinse heerweg. Langs de weg liet hij oude grafstenen opstellen, afkomstig uit de vroegere Sint-Catharinakerk, die bij een brand in 1531 verloren was gegaan en nooit is herbouwd.
Later werd het gebied door Tallinn geannexeerd. In de jaren 1958-59 werden de grafstenen weer teruggebracht naar de plaats waar vroeger de Sint-Catharinakerk stond. Ze zijn daar te bezichtigen in de Catharinapassage (Estisch: Katariina käik).

## Openluchtmuseum
Over een openluchtmuseum voor Tallinn werd al sinds 1913 gediscussieerd, toen in mei 1957 met de aanleg werd begonnen op het terrein dat ooit van burgemeester Girard de Soucanton was geweest. In de volgende jaren werden boerderijen, vissershuisjes en windmolens uit heel Estland naar Rocca al Mare overgebracht. In 1964 ging het museum (in het Estisch: Eesti Vabaõhumuuseum) open. Momenteel telt het museum 74 gebouwen, die tezamen een beeld geven van het leven op het Estische platteland in de periode 1750-1900.

## Vervoer
Langs het museum loopt de Vabaõhumuuseumi tee (‘Openluchtmuseumweg’). Een aantal buslijnen komen langs of in de buurt van het museum.

## Foto’s

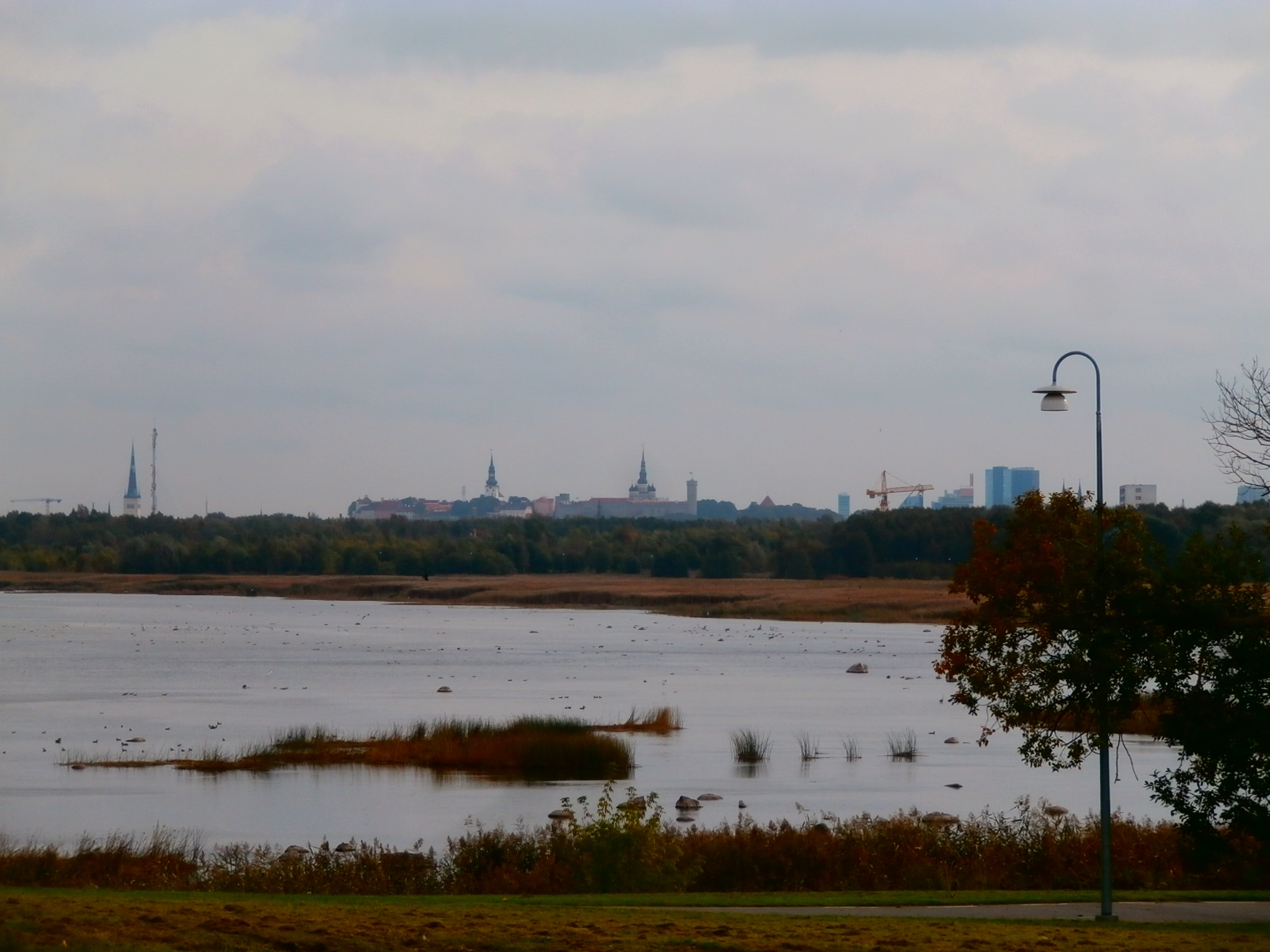
De Baai van Kopli bij Rocca al Mare
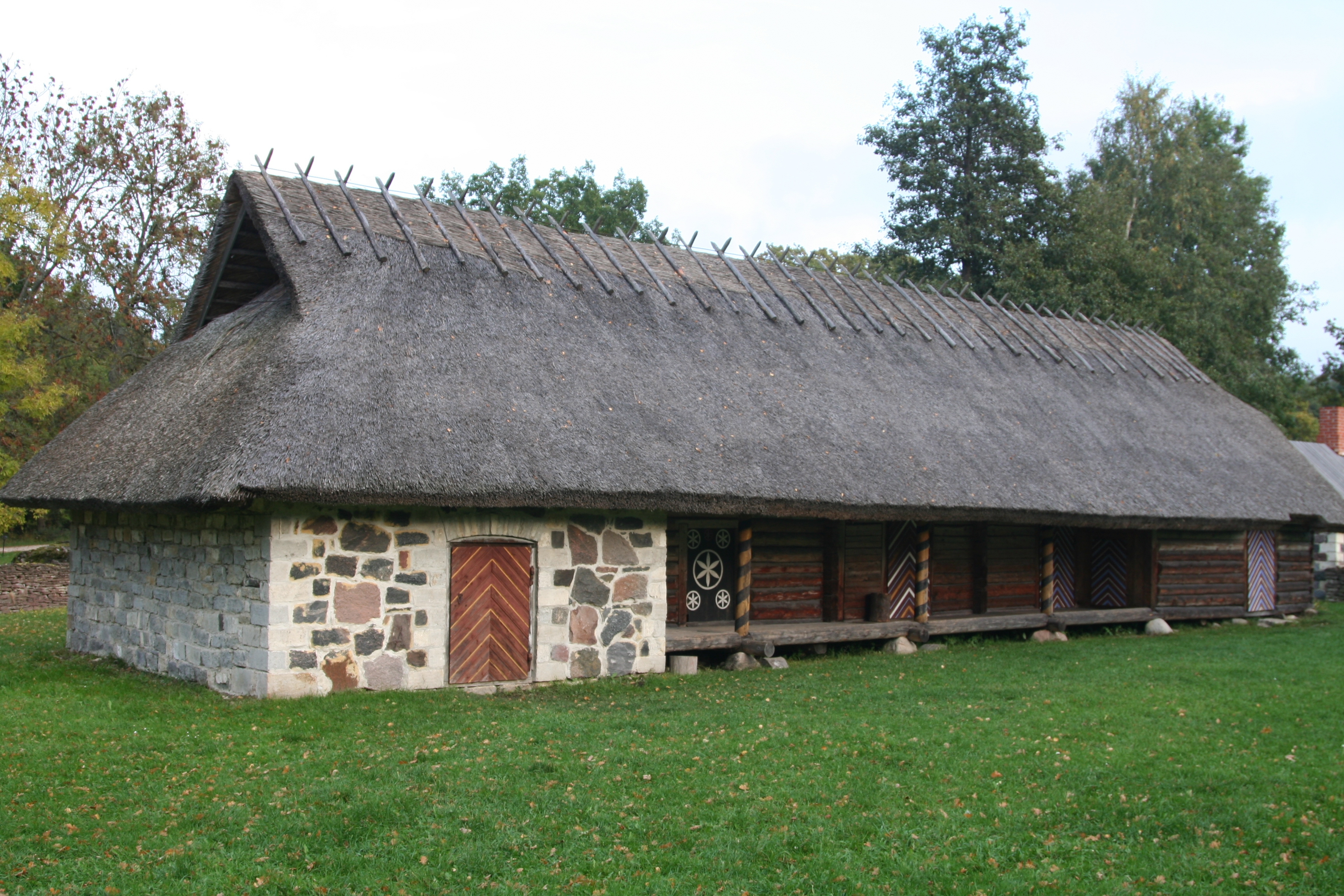
Boerderij Jüri-Jaagu (met rieten dak) van het eiland Muhu
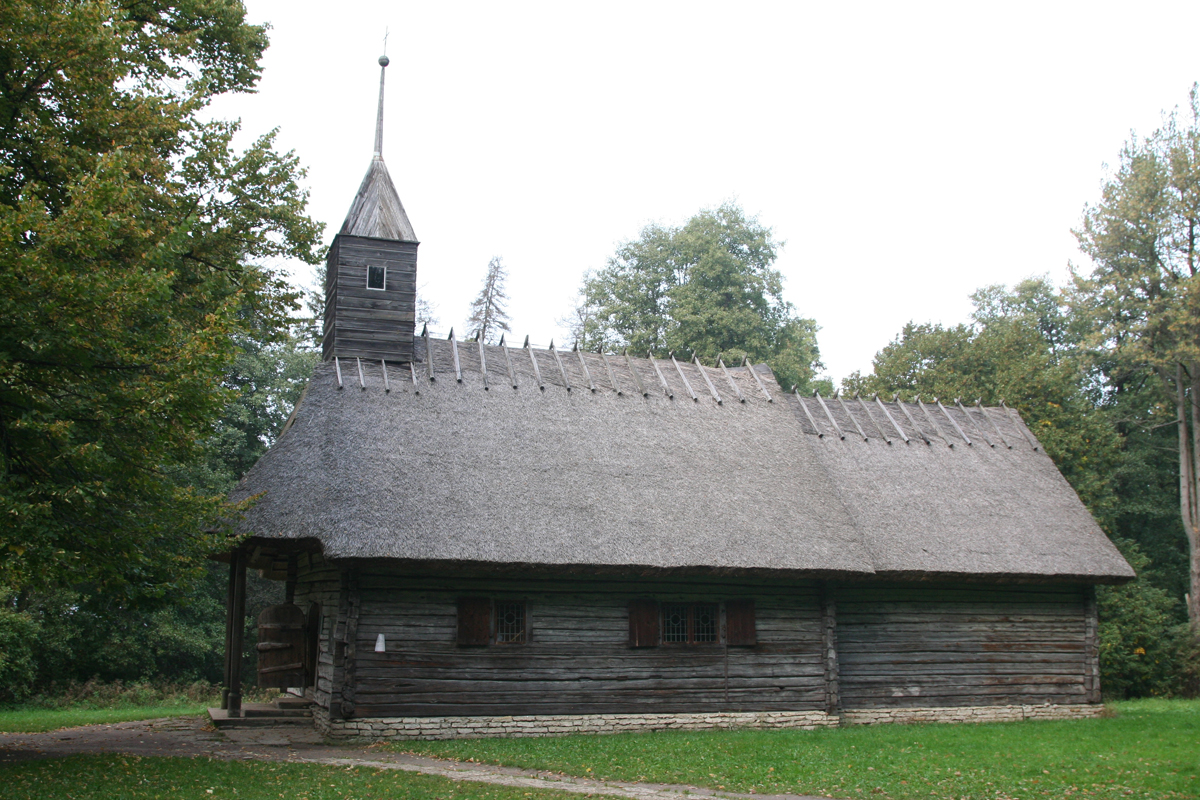
Kerkje uit Sutlepa (gemeente Lääne-Nigula)
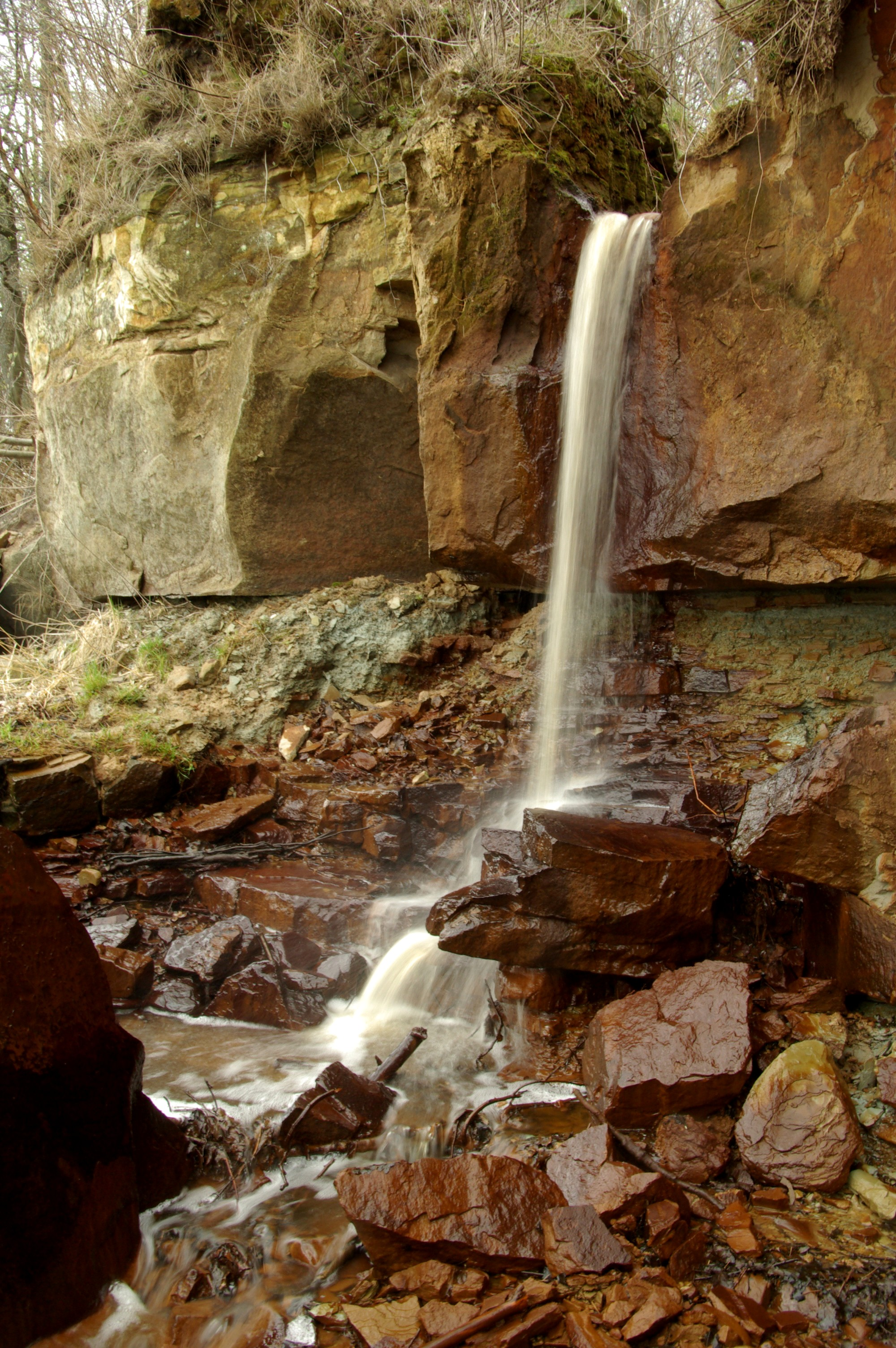
Waterval in het openluchtmuseum
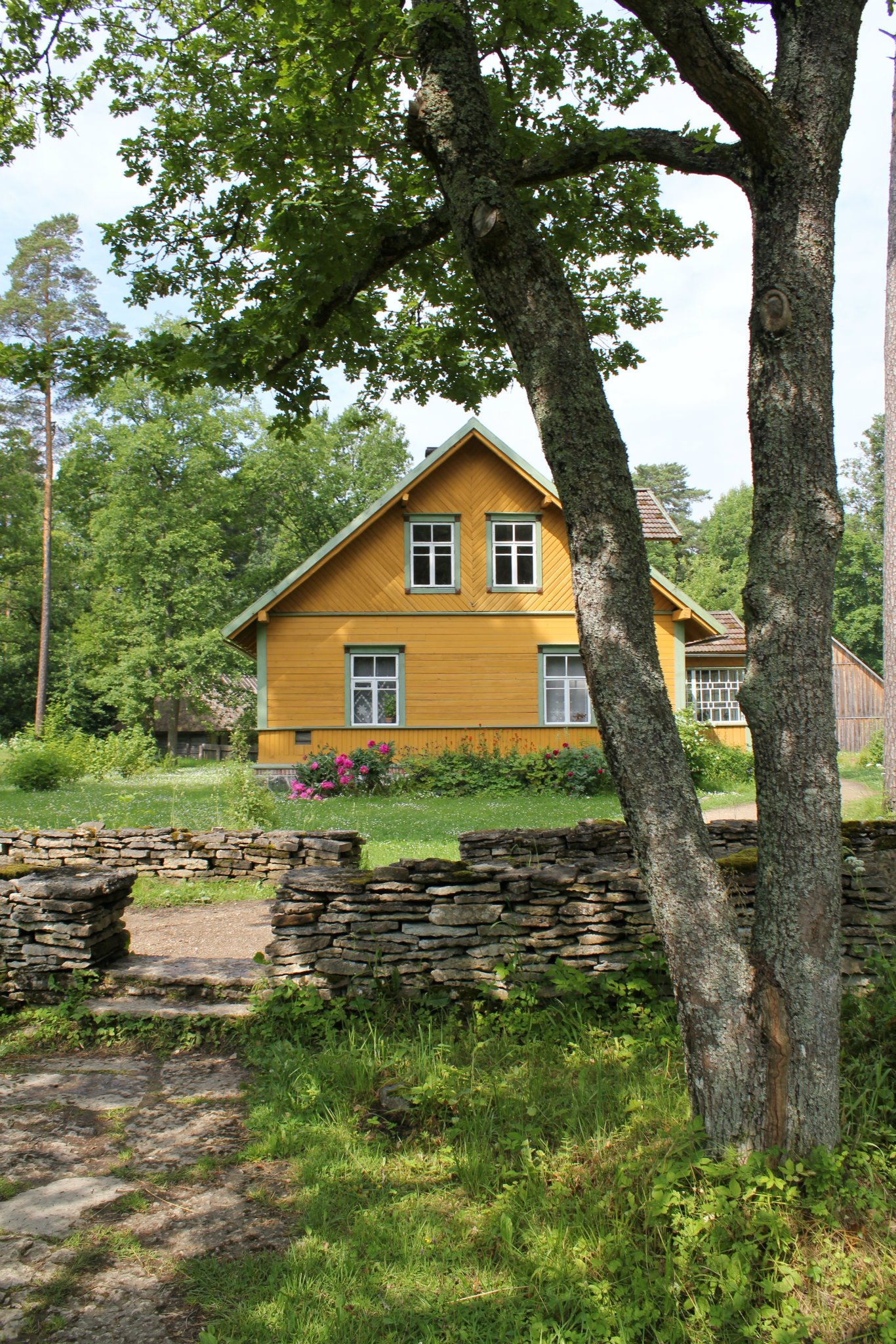
Houten huis in het Openluchtmuseum